# Archlebov
Archlebov (en allemand : Archlebau) est une commune du district de Hodonín, dans la région de Moravie-du-Sud, en République tchèque. Sa population s'élevait à 882 habitants en 2020.

## Géographie
Archlebov se trouve à 10 km à l'ouest-nord-ouest de Kyjov, à 23 km au nord-nord-ouest de Hodonín, à 34 km à l'ouest-nord-ouest de Brno et à 219 km au sud-est de Prague.
La commune est limitée par Mouřínov au nord, par Ždánice à l'est, par Dražůvky et Želetice au sud, et par Uhřice et Žarošice à l'ouest.

## Histoire
La première mention écrite du village date de 1349.